# فوارة فلاي الحارة

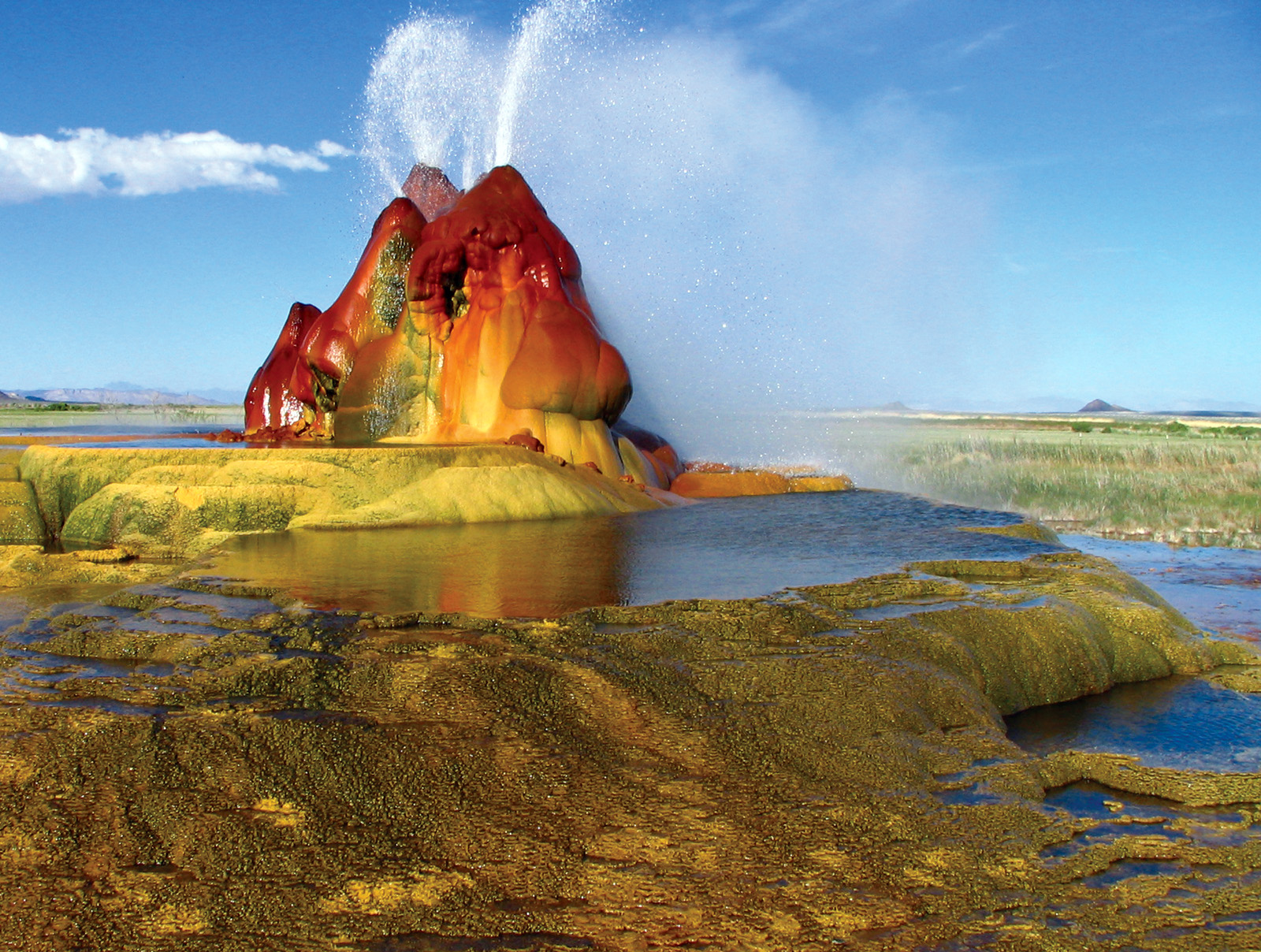
فوارة فلاي الحارة- مقاطعة واشو

فوارة فلاي الحارة أو حمّة فلاي الفوارة (بالإنجليزية: Fly Geyser)‏ هي فوارة حارة تقع في مزرعة مواشي خاصة في مقاطعة واشو، يملكها شخص يُدعى «فلاي رانش» في صحراء بلاك روك بولاية نيفادا الأمريكية.
يمكن رؤية هذا النبع الغريب والمميز من الطريق العام ولكن الوصول اليه لا يكون الا بواسطة طريق ترابية كما ان سياج المزرعة عالى وبوابتها مغلقة ومع ذلك يحاول الكثيرون تسلق السياج لرؤية هذا المعلم الغير مألوف عن كثب.
عدد من المنظمات حاولت شراء الأرض ونبع الماء الحار لتحويلها إلى محمية وفتحها لعامة الناس ولكن هذه المحاولات باءت بالفشل.
نشأت فوارة فلاي الحارة بالصدفة عام 1916 أثناء حفر بئر. استمر عمل البئر بشكل طبيعي لعدة عقود ولكن في عام 1964 بدأ الماء الساخن بفعل الحرارة الجوفية بالتسرب والخروج إلى السطح عن طريقة فتحة صغيرة في البئر. المعادن الذائبة بدأت بالارتفاع والتراكم فوق بعضها البعض مشكلة التلة التي يقع عليها نبع الماء، ارتفاع هذه التلة وصل حتى الآن ل 1.5 متر وهو آخذ في الازدياد.
إلى الآن ما زال ضخ الماء مستمرا من النبع وقد بلغ ارتفاعه 1.5 متر في الهواء. يتكون هذا النبع من عدة مصاطب موزعة على مساحة 30 هكتار.

## المعادن
المعدن الرئيسي المكون لتلة النبع هو ثاني أكسيد الكبريت، وهو الذي يعطيه هذا التلون الرائع، بالإضافة إلى وجود الطحالب الحرارية، التي تزدهر في الأوساط الرطبة والحارة، لتعطي تدرجات لونية مبهرة بين الأخضر والأحمر.

## منابع أخرى
بالإضافة إلى نبع الماء الطائر Fly Geyser، يوجد نبعان اضافيان وجدا بنفس الطريقة أحدهما يرتفع مسافة 3 أمتار ويشبه شكل البركان الصغير والاخر مساو لحجم نبع الماء الطائر، حجم هذان النبعان آخذ في الازدياد تماما مثل نبع الماء الطائر.